# Shawn Mather
Shawn Mather (Chatham, 11 marzo 1980) è un ex hockeista su ghiaccio canadese, di ruolo attaccante.

## Carriera
Mather iniziò la propria carriera disputando per un anno il campionato NCAA presso la Michigan State University. Fino al 2001 giocò invece in patria nella Ontario Hockey League con i Windsor Spitfires.
Al termine della stagione 2000-01 Mather iniziò a giocare nei campionati professionistici, in particolare nella ECHL. Dopo una stagione con i New Orleans Brass passò ai Johnstown Chiefs, formazione con cui totalizzò 105 punti in 140 partite disputate. Durante la permanenza ai Chiefs giocò alcune gare nella American Hockey League con i Saint John Flames, i Binghamton Senators e i Cleveland Barons. Concluse la stagione 2004-05 firmando un contratto con i Boardwalk Bullies sempre nella ECHL.
Mathers disputò l'ultima stagione in Nordamerica con i Fresno Falcons, formazione in cui ricoprì il ruolo di capitano alternativo. Nel 2006 si trasferì in Europa giocando per una stagione nella seconda divisione tedesca, la 2. Eishockey-Bundesliga.
Nel 2007 si trasferì nella Serie A italiana firmando con il Ritten Sport. Nelle due stagioni a Collalbo la squadra giunse entrambe le volte in finale venendo però sempre sconfitta. Mather concluse la propria carriera nel 2010 dopo aver giocato per un anno con l'HC Bolzano.